# Ni Zhengyu
Ni Zhengyu (Chinees: 倪征𣋉) (Wujiang, 28 juli 1906 - 3 september 2003) was een Chinees rechtsgeleerde, hoogleraar, diplomaat en rechter. Na de Tweede Wereldoorlog was hij de adviseur van de Chinese aanklager tijdens de Processen van Tokio. Van 1985 tot 1994 was hij rechter voor het Internationale Gerechtshof.

## Levensloop
Ni studeerde af in 1923 en vervolgde daarna nog een studie van twee jaar aan de Universiteit van Shanghai. Daarna studeerde hij rechten aan de Soochow-universiteit in Suzhou. In 1928 vertrok hij voor verdere studie naar de Stanford-universiteit in de Verenigde Staten, waar hij in 1929 zijn doctorstitel behaalde.
Na terugkeer werkte hij aanvankelijk vanuit een praktijk en onderwees hij daarnaast aan verschillende universiteiten. Na een opdracht voor het Ministerie van Justitie te hebben uitgevoerd, werd hij in 1933 benoemd tot rechter van het Special District Court in Shanghai en in 1941 tot president van het Chungqing Court. Drie jaar later verrichtte hij opnieuw werk voor het Ministerie van Justitie en na afloop van de Tweede Wereldoorlog werd hij adviseur voor de Chinese aanklager van het Internationale Militaire Gerechtshof voor het Verre Oosten. Van 1948 tot 1956 was hij hoogleraar en decaan van de juridische faculteit van de universiteit in Suzhou.
In 1956 trad Ni in dienst van het Ministerie van Buitenlandse Zaken en werd hij juridisch adviseur met de rang van ambassadeur. In deze functie voerde hij later van 1973 tot 1982 de onderhandelingen die leidden tot het Zeerechtverdrag van de Verenigde Naties. Van 1982 tot 1984 maakte hij deel uit van de Commissie voor Internationaal Recht van de VN.
In november 1984 werd hij met ingang van 1985 gekozen tot rechter van het Internationale Gerechtshof. Hij was de eerste rechter voor de Volksrepubliek China; wel zijn hem twee rechters uit Chinees Taipei (Republiek China op Taiwan) voorgegaan. In 1994 werd hij opgevolgd door zijn landgenoot Shi Jiuyong. Sinds 1987 was Ni aangesloten bij het Institut de Droit International.
- Gemeinsame Normdatei: 1233227688
- International Standard Name Identifier: 0000 0000 8422 0465
- Library of Congress Control Number: n87936145
- Nederlandse Thesaurus van Auteursnamen: 151267995
- Système universitaire de documentation: 243920482
- Virtual International Authority File: 6467684
- WorldCat: E39PBJcWt4BRTbHvphP4KRHgrq